# Regan Ware
Regan Ware (Tokoroa, 7 de agosto de 1994) é um ruguebolista de sevens neozelandês.

## Carreira
Ware foi nomeado como uma contratação tardia para Tasman durante o Bunnings NPC de 2021 após uma lesão que encerrou a temporada de Mark Tele'a. Ele fez sua estreia para Tasman na Rodada 5 da competição contra Southland no Lansdowne Park, saindo do banco e marcando um try em uma vitória de 51–14 para o Mako. O lado chegou à final antes de perder por 23–20 para Waikato.
Ele estreou pela Nova Zelândia no torneio Dubai Sevens de 2015. Ware foi selecionado para a seleção da Nova Zelândia para os Jogos Olímpicos de Verão de 2016 no Rio de Janeiro, Brasil. De ascendência Māori, Ware é afiliado aos Ngāti Korokī Kahukura e Ngāti Porou iwi.
Ware fez parte do time All Blacks Sevens que ganhou uma medalha de bronze nos Jogos da Commonwealth de 2022 em Birmingham. Ele competiu na Copa do Mundo de Rugby Sevens na Cidade do Cabo. Ele ganhou uma medalha de prata depois que seu time perdeu para Fiji na final da medalha de ouro.